# Collectebus

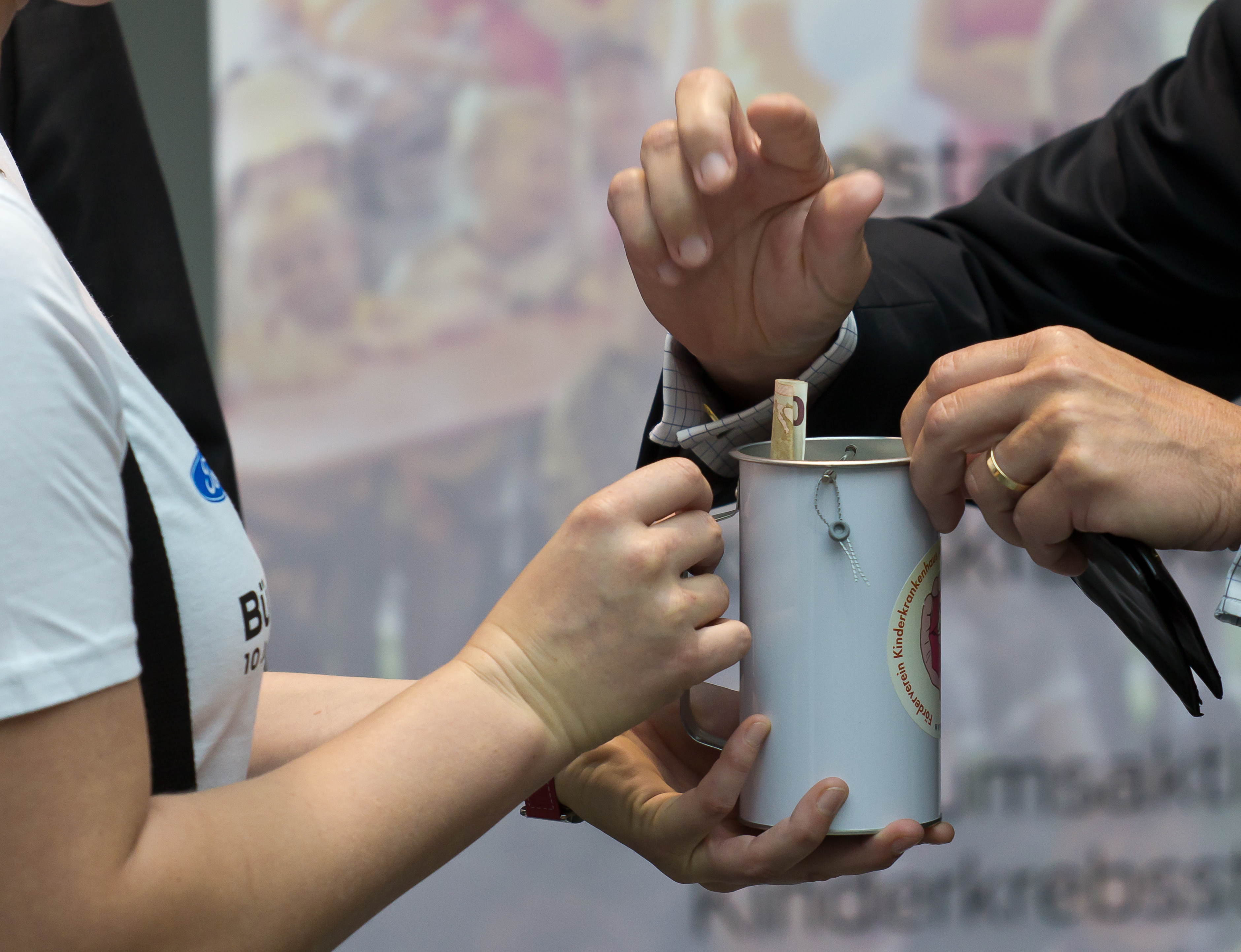
Collectebusje in Keulen

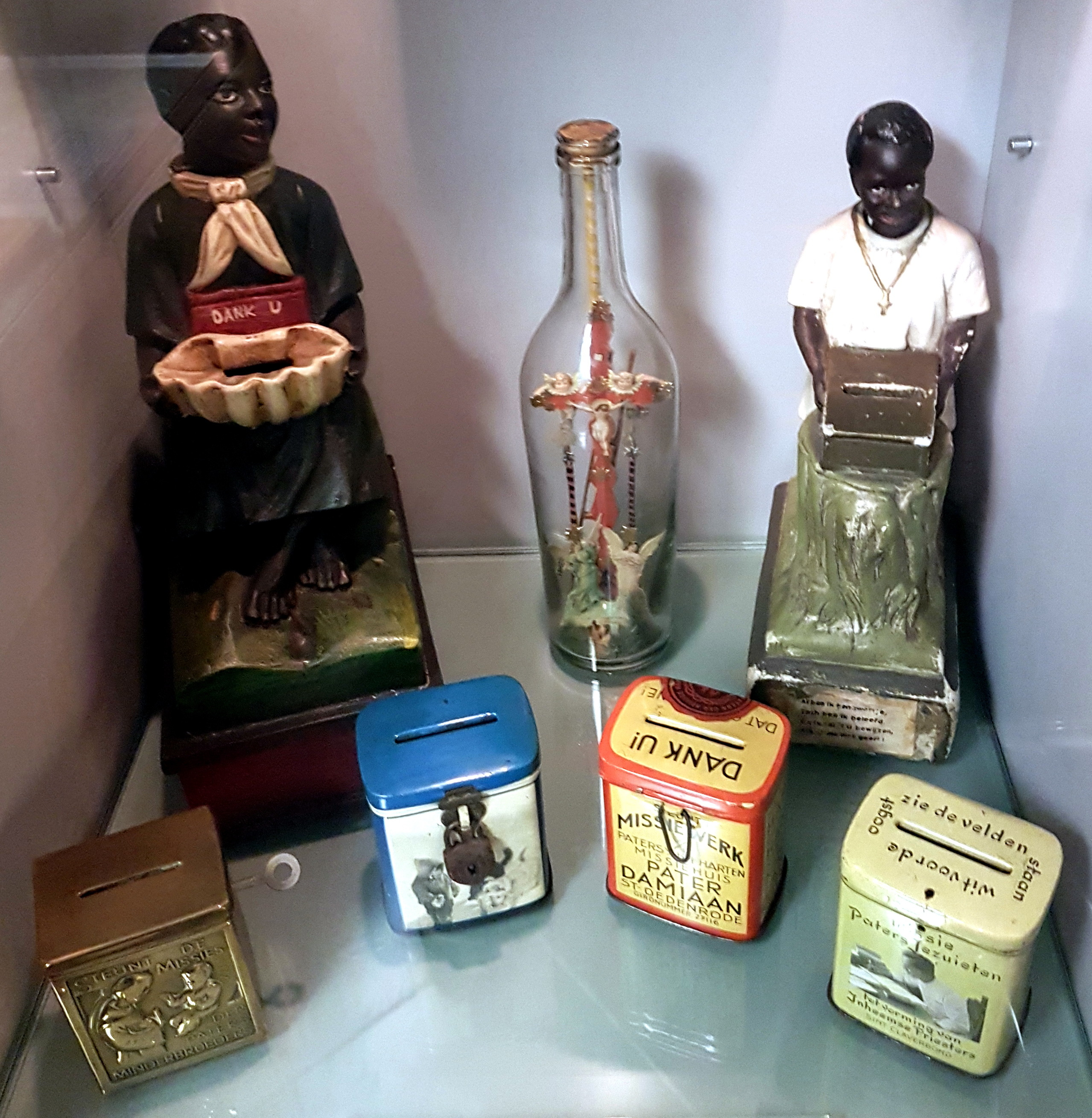
Missiebusjes in de Schatkamer van de O.L.-Vrouwebasiliek, Maastricht

Een collectebus is een bus voor collectes, oftewel inzamelingen voor collectebusfondsen
zoals de Hartstichting en Nierstichting, maar ook andere goede doelen, bijvoorbeeld het Prinses Beatrix Fonds en Unicef. Ook wordt wel gecollecteerd te eigen bate, bijvoorbeeld door verenigingen of kerken. Met een collectebus gaat men vaak langs de deuren van huizen, maar collectebussen worden ook wel aan muren gehangen of op een tafel gezet, bijvoorbeeld van kerken of stemlokalen. Het woord 'bus' komt van het Latijnse woord buxus, wat palmhout, bus uit palmhout, of koker betekent.
Collectebussen zijn traditioneel van metaal, thans gewoonlijk van kunststof. Ze hebben een gleufvormige opening aan de bovenkant, waarin muntgeld en opgevouwen papiergeld kan worden gedaan. Om verduistering of ongemerkte diefstal te bemoeilijken zijn ze, in tegenstelling tot veel spaarpotten, zodanig geconstrueerd dat het niet mogelijk is geld door de gleuf weer naar buiten te krijgen.
Een collectant moet een collectebus op een centraal punt inleveren. De gebruikelijke procedure is dat de ontvanger de bus opent en samen met de collectant het geld telt. Het totaalbedrag wordt op een lijst genoteerd. Zo wordt vermeden dat een van de personen collectegeld verduistert.
In kerken wordt onderscheid gemaakt tussen enerzijds collectezakken, collecteschalen en collectebussen en anderzijds offerblokken, offerbussen en offervazen. De eerstgenoemde worden gebruikt om actief geld in te zamelen; bij de zaken met het voorvoegsel offer- is dat niet het geval. Een offerblok bij een kaarsenstandaard in een katholieke kerk of kapel is bedoeld voor de betaling van offerkaarsen. Dit zijn eigenlijk geen collectebussen. Vroeger bezaten veel katholieke gezinnen één of meerdere missiebusjes, bedoeld voor bijdragen aan de missie. Bij katholieke ondernemers stonden deze soms op de toonbank.
Tegenwoordig wordt er steeds vaker online gecollecteerd, zodat er steeds minder collectebussen worden gezien.